# Live Consternation
Live Consternation è il primo album dal vivo del gruppo musicale svedese Katatonia, pubblicato il 28 maggio 2007 dalla Peaceville Records.

## Tracce
Testi e musiche di Anders Nyström, Jonas Renkse e Fredrik Norrman.
CD
1. Leaders – 5:12
2. Wealth – 4:49
3. Soil's Song – 4:16
4. Had to (Leave) – 4:54
5. Cold Ways – 5:23
6. Right into the Bliss – 5:20
7. Ghost of the Sun – 4:07
8. Criminals – 4:03
9. Deliberation – 4:05
10. July – 4:42
11. Evidence – 5:01

DVD
1. Leaders – 5:12
2. Wealth – 4:49
3. Soil's Song – 4:16
4. Had to (Leave) – 4:54
5. Cold Ways – 5:23
6. Right into the Bliss – 5:20
7. Ghost of the Sun – 4:07
8. Criminals – 4:03
9. Deliberation – 4:05
10. July – 4:42
11. Evidence – 5:01

## Formazione
Gruppo
- Jonas Renkse – voce
- Anders Nyström – chitarra, cori
- Fredrik Norrman – chitarra
- Mattias Norrman – basso
- Daniel Liljekvist – batteria

Produzione
- Ronald Matthes – regia, produzione esecutiva
- Erik Fugmann-Brandt – montaggio
- Roaxfilms – produzione
- Kaja Kargus – produzione esecutiva
- David Castillo – missaggio, mastering